# Metanol
Metanol, även benämnt metylalkohol, karbinol eller träsprit, är den enklaste av alla alkoholer och är akut giftig vid förtäring, men är inte cancerframkallande och orsakar heller inte genetiska skador, såsom bensin. Metanol bryts snabbt ner i yt- och grundvatten till skillnad mot bensin. Den kemiska beteckningen är: CH3OH. Ämnet används ofta som lösningsmedel i industrier och laboratorier. Metanol är kraftigt toxiskt och förgiftar genom huden och inandning. Metanol framställdes tidigare genom upphettning av svavelsyrabehandlat trä i en syrefri miljö, så kallad torrdestillering. Tillverkningen av metanol sker numera vid en kemisk reaktion mellan gaserna väte och kolmonoxid (och ibland även koldioxid) över en metallkatalysator. Metanol används ofta i kommunala reningsverk som tillsats till avloppsvattnet för att stimulera mikroorganismerna i reningsverkens biologiska steg och därmed öka reningsverkens verkningsgrad.

## Giftighet
Det är metanolens nedbrytningsprodukter som är giftiga. Metanol bryts i levern ner till bland annat myrsyra och formaldehyd, vilka är de ämnen som orsakar de flesta skadorna. Myrsyran bidrar till acidos där blodets pH-värde sjunker till en farligt låg nivå. Både myrsyran och formaldehyden misstänks orsaka skador på syncentrum.
De flesta förgiftningsfall orsakas när metanol dricks som om det var etanol. Metanolens smak och lukt är snarlik den betydligt mindre farliga etanolens, varför förgiftningsfall förekommer regelbundet. Redan några centiliter kan vara dödligt om det dricks rent, men ofta sker intaget tillsammans med etanol vilket reducerar förgiftningsförloppet något. Även om den drabbade överlever kvarstår ofta permanenta hjärnskador, speciellt på syncentrum. Erfarenheter visar att omkring 1/3 av fallen slutar med att de drabbade avlider, 1/3 får bestående hjärnskador ofta inklusive blindhet, och återstoden klarar sig utan men.
Vanlig sprit verkar som motgift mot metanol. Det enzym som bildar de giftiga restprodukterna, alkoholdehydrogenas, bryter ned både metanol och vanlig sprit. Alkoholdehydrogenasen har en begränsad kapacitet och bryter hellre ner etanol än metanol (affiniteten är högre för etanol). Etanolkonsumtion gör därför att mindre mängd metanol metaboliseras, och mindre mängd farliga restprodukter bildas. Förgiftningssymptomerna kommer först när det är slut på vanlig sprit i blodet och nedbrytningen av metanol påbörjas.
Standardbehandlingen för metanolförgiftning har länge varit att ge vanlig sprit intravenöst som motgift. Så länge nedbrytningen av etanol pågår avges metanolen ometaboliserat och långsamt genom svettning och andning samt via urinen. Samtidigt behandlas acidosen, man försöker öka pH-sänkningen som uppstått i blodet.
Under senare år[när?] har det kommit läkemedel (Fomepizol) som är ett motgift och som verkar på samma sätt som sprit genom att hämma nedbrytningen av metanol. Medicinen ges samtidigt som avfallsämnena myrsyra och formaldehyd tas bort från blodet med dialysbehandling.
I den mänskliga kroppen omvandlas sötningsmedlet aspartam delvis till metanol (men då i lägre doser än vad som återfinns exempelvis i fruktjuicer och andra matprodukter).

## Användningsområden
Mycket metanol användes för framställning av formaldehyd. I Perstorp har en kemisk industri vuxit upp som är baserad på formaldehyd.
Metanol används, blandad med ricinolja, syntetolja och nitrometan, som bränsle i modellmotorer. 
Till en vanlig typisk metanoldriven radiostyrd modellbil blandas cirka 65 % metanol, 15 % syntetolja, 5 % ricinolja, och 15 % nitrometan.
Metanol används också i förbränningsmotorer inom motorsport, vanligast i USA, därför att det inte alls är lika brandfarligt som bensin. Oftast är det bränsleblandningar som används, som i till exempel Champcar-serien. Det var tidigare krav på metanoldrift i det prestigefyllda amerikanska Indianapolis 500, vilken numera är avskaffat, och i serien Indy Racing League som tidigare använde metanol används från 2007 ett bränsle med 98 % etanol och 2 % bensin, alltså mer etanol än i vanlig E85. Inom Top Fuel dragracing används en mindre mängd metanol i bränsleblandningen tillsammans med ca 85 % nitrometan. Juniorklassen ”Top Alcohol” däremot använder ren metanol för att minska den explosiva motoreffekten i Top Fuel.
Speedwaymotorer drivs på metanol.

### Oktantal
Blandningar av metanol och bensin har ett betydligt högre oktantal än de båda komponenterna. Detta innebär att ottomotorer kan utföras med mycket hög kompression och verkningsgrad för ett sådant blandbränsle.